# Sierra d'Ambato
La sierra d'Ambato est un massif montagneux situé dans les provinces de Catamarca et La Rioja, en Argentine.

## Géographie
Sa partie supérieure est large et sa partie septentrionale culmine à une altitude moyenne de 4 000 m.